# Lino Banfi
Lino Banfi (születési nevén: Pasquale Zagaria; Andria, 1936. július 9. –) olasz színész, humorista, rendező, forgatókönyvíró, televíziós személyiség, műsorvezető.
Leghíresebb szerepe a Sport bárban c. film volt.

## Filmjei
- 1960: Urlatori alla sbarra
- 1969: Franco e Ciccio sul sentiero di guerra
- 1971: Detenuto in attesa di giudizio
- 1972: L’altra faccia del padrino
- 1976: L’affittacamere
- 1976: La compagna di banco
- 1977: Kakkientruppen
- 1978: La liceale nella classe dei ripetenti
- 1978: L’insegnante va in collegio
- 1978: L’insegnante balla… con tutta la classe
- 1979: L’infermiera nella corsia dei militari
- 1979: L’infermiera di notte
- 1979: Sabato, domenica e venerdì
- 1980: La ripetente fa l’occhietto al preside
- 1980: La dottoressa ci sta col colonnello
- 1980: La moglie in vacanza… l’amante in città
- 1981: Fracchia, la belva umana
- 1981: Spaghetti a mezzanotte
- 1983: Al bar dello sport
- 1986: Scuola di ladri
- 1987: Bellifreschi
- 1998–2009: Un medico in famiglia
- 2009: Maria, ihm schmeckt’s nicht!
- 2016: Quo vado?

## Fordítás
- Ez a szócikk részben vagy egészben  a   Lino Banfi című angol Wikipédia-szócikk fordításán alapul.  Az eredeti cikk szerkesztőit annak laptörténete sorolja fel. Ez a jelzés csupán a megfogalmazás eredetét és a szerzői jogokat jelzi, nem szolgál a cikkben szereplő információk forrásmegjelöléseként.
- Ez a szócikk részben vagy egészben  a   Lino Banfi című olasz Wikipédia-szócikk fordításán alapul.  Az eredeti cikk szerkesztőit annak laptörténete sorolja fel. Ez a jelzés csupán a megfogalmazás eredetét és a szerzői jogokat jelzi, nem szolgál a cikkben szereplő információk forrásmegjelöléseként.